# Tom Chatterton
Tom Chatterton (12 de Fevereiro de 1881 – 17 de Agosto de 1952), algumas vezes creditado como Thomas Chatteron, foi um ator de cinema e cineasta estadunidense que iniciou sua carreira na era do cinema mudo, continuando a atuar na era sonora. Atuou em 152 filmes entre 1913 e 1949 e, como cineasta, dirigiu 20 filmes nesse período.

## Biografia
Nascido em Geneva, Nova York , Chatterton começou sua carreira no cinema em 1913 no New York Motion Picture Company sob diretor Thomas H. Ince. Embora nunca tenha sido uma grande estrela, Chatterton teve vários papéis importantes nos primeiros filmes mudos. Ele apareceu em um grande número de westerns e foi capaz de se adaptar aos filmes sonoros que lhe permitam ter uma carreira de sucesso que durou cinco décadas.
Seu primeiro filme foi Days of '49, em 1913, pela Kay-Bee Pictures, sob direção de Thomas H. Ince. Atuou em vários westerns e seriados, e a partir dos anos 1930, começou a atuar em pequenos papéis, muitas vezes não-creditados.
Seu último filme foi The Wyoming Bandit, em 1949, num papel não-creditado, pela Republic Pictures.
Faleceu em Hollywood em 1952 e foi enterrado no cemitério de Glenwood em sua cidade natal.

## Filmografia
- Days of '49 (1913)
- The Voice at the Telephone (1914)

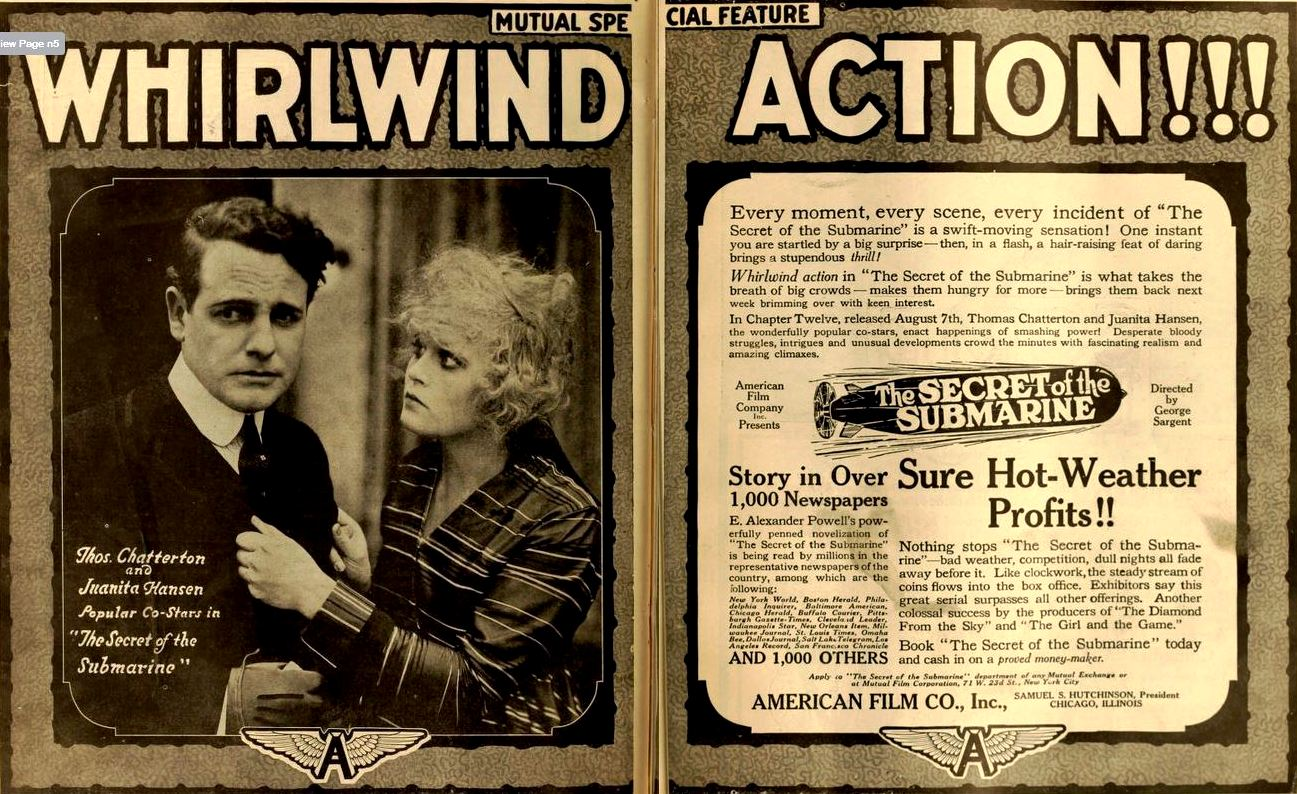
Anúncio do seriado The Secret of the Submarine, de 1915, apresentando Tom Chatterton e Juanita Hansen.

- The Secret of the Submarine (seriado, 1915)
- Father and the Boys (1915)
- Beloved Rogues (1917)
- Would You Forgive (1920)
- Her Husband's Friend (1920)
- The Toast of New York (1937)
- Hawk of the Wilderness (seriado, 1938)
- Drums of Fu Manchu (seriado, 1940)
- Covered Wagon Days (1940)
- The Trail Blazers (1940)
- Flash Gordon Conquers the Universe (seriado, 1940)
- Abe Lincoln in Illinois (1940)
- Outlaws of Cherokee Trail (1941)
- Raiders of the Range (1942)
- Reap the Wild Wind (1942)
- Overland Mail (seriado, 1942)
- Santa Fe Scouts (1943)
- Adventures of the Flying Cadets (seriado, 1943)
- Captain America (seriado, 1944)
- Zorro's Black Whip (seriado, 1944)
- It's a Wonderful Life (1946)
- Jesse James Rides Again (seriado, 1947)
- The Wyoming Bandit (1949)

## Ligação externa
- Tom Chatterton. no IMDb.
- Tom Chatterton no Fandango
- Tom Chatterton no Find a Grave